# Thylactus sumatrensis
Thylactus sumatrensis là một loài bọ cánh cứng trong họ Cerambycidae.